# Nobody Lives For Ever
Nobody Lives For Ever (publicerad i USA som Nobody Lives Forever) är den femte romanen av John Gardner om Ian Flemings hemlige agent, James Bond. Den utkom första gången 1986, men har inte översatts till svenska.

## Handling
MI6-agenten James Bond har semester och tänker bila genom Europa innan han hämtar sin skotska hushållerska May, som blivit sjuk och vårdas i Salzburg. På färjan över till Ostende dör två personer i vad som kan vara en olycka. Under resan längs E40 stannar Bond vid en mack, där det visar sig att en ung kvinna blivit överfallen av två män. Bond övermannar dem, men kvinnan, den italienska Sukie Tempesta, ger inga detaljer om sig själv. Strax därpå exploderar en bil som följt efter Bond. När Bond stannar i Strasbourg får han veta att Miss Moneypenny, hans chef M:s sekreterare, hälsar på May. Innan Bond hinner åka dit, upptäcker han dock en amerikansk lönnmördare, som strax därpå mördas. Bond ska precis rapportera det till sin chef, när han åter träffar Sukie Tempesta, som visar sig vara furstinna. De bestämmer sig för att äta middag och att Bond ska skjutsa henne till Rom, eftersom hennes bil gått sönder. Medan de gör sig i ordning, kontaktar Bond London, som berättar att det är stora saker i görningen och att de skickar sin representant i Rom. 
Steve Quinn, britternas representant i Rom, kommer och berättar om hur de lyckats få ett tips från en högriskfånge: den nuvarande ledaren för S.P.E.C.T.R.E., Tamil Rahani, är döende och som sista önskan vill han ha Bonds huvud på ett fat. Som pris erbjuder de tio miljoner schweiziska franc. Därför har omkring 30 kriminella organisationer sänt en lönnmördare var efter Bond. Bond tänker ändå fortsätta till Rom med furstinnan Sukie Tempesta, eventuellt som gisslan, men innan de reser kommer ett besked om att May och Miss Moneypenny blivit kidnappade.
På vägen har Tempesta lovat att plocka upp sin väninna Nannette Norrich i den lilla italienska staden Cannobio. Efter att de hämtat henne upptäcker Bond att Quinns medhjälpare blivit mördade. Mördarna anfaller, men väninnan Norrich visar sig vara Tempestas livvakt och hjälper till att försvara dem. Trion blir dock infångade av den tidigare nazisten polisinspektör Heinrich "Der Haken" Osten, som tänker föra Bond till S.P.E.C.T.R.E. Bond ska precis till att fly när han upptäcker att någon annan mördat Osten och hans gäng. Det står därför klart att någon beskyddar Bond och dödar dem som tänkt att föra honom till S.P.E.C.T.R.E. 
Doktorn på Mays klinik ringer, med besked från utpressarna. Bond ska ta med de båda kvinnorna till Wien och vänta på vidare instruktioner. Efter att någon placerat en smittad fladdermus i Bonds dusch, bestämmer han sig för att ta sig till kliniken och upptäcker där att doktorn blivit tillfångatagen av Bonds kollega Quinn. Han övermannar fångvaktarna och lyckas utpressa Quinn att berätta vart Bond skulle föras, nämligen Key West i Florida.
Bond tänker sig att överrumpla S.P.E.C.T.R.E. genom ett direktanfall, men blir infångad av Quinn som släppts loss av klinikens doktor. De för honom till Key West, men blir dödade av Tempesta och Norrich, som lyckats spåra dem. Bond överger kvinnorna i Key West och tar sig till S.P.E.C.T.R.E.:s ö, där han nästan lyckas döda Tamil Rahani innan han blir stoppad av Nannette Norrich. Det är bara någon dag innan Rahani dör, och därför förbereder de en giljotinering. Bond lyckas fly, spränga Rahani och använda giljotinen på Norrich, innan han räddar May och Miss Moneypenny.

## Karaktärer (i urval)
- James Bond
- M
- Miss Moneypenny
- May
- Principessa Sukie Tempesta
- Nannette 'Nannie' Norrich
- Herr Doktor Kirchtum
- Steve Quinn
- Tamil Rahani